# Puebla de Sanabria
Puebla de Sanabria – gmina w Hiszpanii, w prowincji Zamora, w Kastylii i León, o powierzchni 81,39 km². W 2011 roku gmina liczyła 1540 mieszkańców.